# Gwardiejsk
Gwardiejsk, Tapiewo (ros. Гвардейск; niem. Tapiau) – miasto w obwodzie królewieckim. Położone na prawym brzegu rzeki Pregoły, 38 km na wschód od Królewca.

## Historia

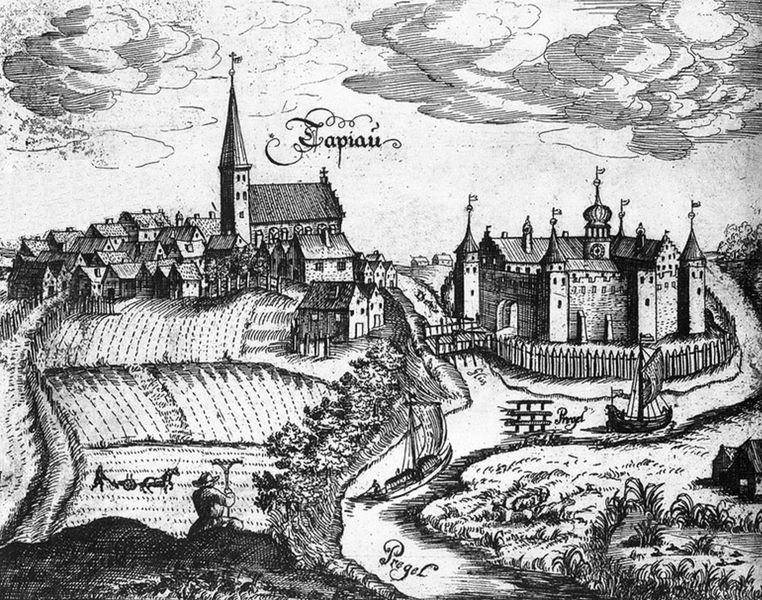
Tapiewo w XVII w.

Historia miejscowości sięga drugiej połowy XIII wieku, kiedy to w 1265 Krzyżacy zdobyli istniejący tu wcześniej gród pruski. Po jego zdobyciu Krzyżacy wybudowali zamek (obecnie teren miasta). Około 1280 w widłach rzek Pregoły i Dejmy rozpoczęto budowę nowego zamku. Był on w latach 1280–1301 siedzibą komtura, a później prokuratora.
W Tapiewie w 1385 ochrzczono wielkiego księcia Witolda.
Po staraniach Związku Pruskiego w 1454 król Polski Kazimierz IV Jagiellończyk ogłosił przyłączenie Prus, włącznie z Tapiewem, do Królestwa Polskiego, jednakże po przeszło dwóch latach miejscowość została ponownie zdobyta przez Krzyżaków miasto podlegało Polsce jako lenno pomiędzy 1466 a 1657. W Tapiewie często bywał książę pruski i polski lennik Albrecht Hohenzollern, który zmarł tu w 1568.
Prawa miejskie Tapiewu nadał król pruski Fryderyk Wilhelm I patentem z dnia 6 kwietnia 1722. Zamek w Tapiewie pod koniec XVIII wieku przeznaczony został na więzienie i taką funkcję spełnia obecnie. W 1848 ok. 300 mieszkańców zmarło na skutek epidemii cholery. Od 1871 w granicach Niemiec. Miasto uległo fragmentarycznym zniszczeniom w trakcie I wojny światowej. W trakcie odbudowy powstał nowy budynek ratusza i szereg domów mieszkalnych.

## Zabytki
- Dawny zamek krzyżacki, 3 ćwierć XIV wieku, w XIX wieku przebudowany na więzienie. Zachowane jedno skrzydło gotyckie.
- Kościół parafialny, dawniej ewangelicki, obecnie prawosławny. Wzniesiony po 1502, rozbudowany 1768. Budowla ceglana, salowa, otynkowana, z wieżą od zachodu. Barokowy wystrój wnętrza niezachowany.
- Dom rodzinny Lovisa Corintha.
- Ratusz proj. budowniczy Tuczek z Grudziądza. Wzniesiony ok. 1920 r.
- Wieża ciśnień z pocz. XX w.
- Kaplica z 1930 r.
- Niezachowany kościół katolicki projektował Fritz Heitmann.

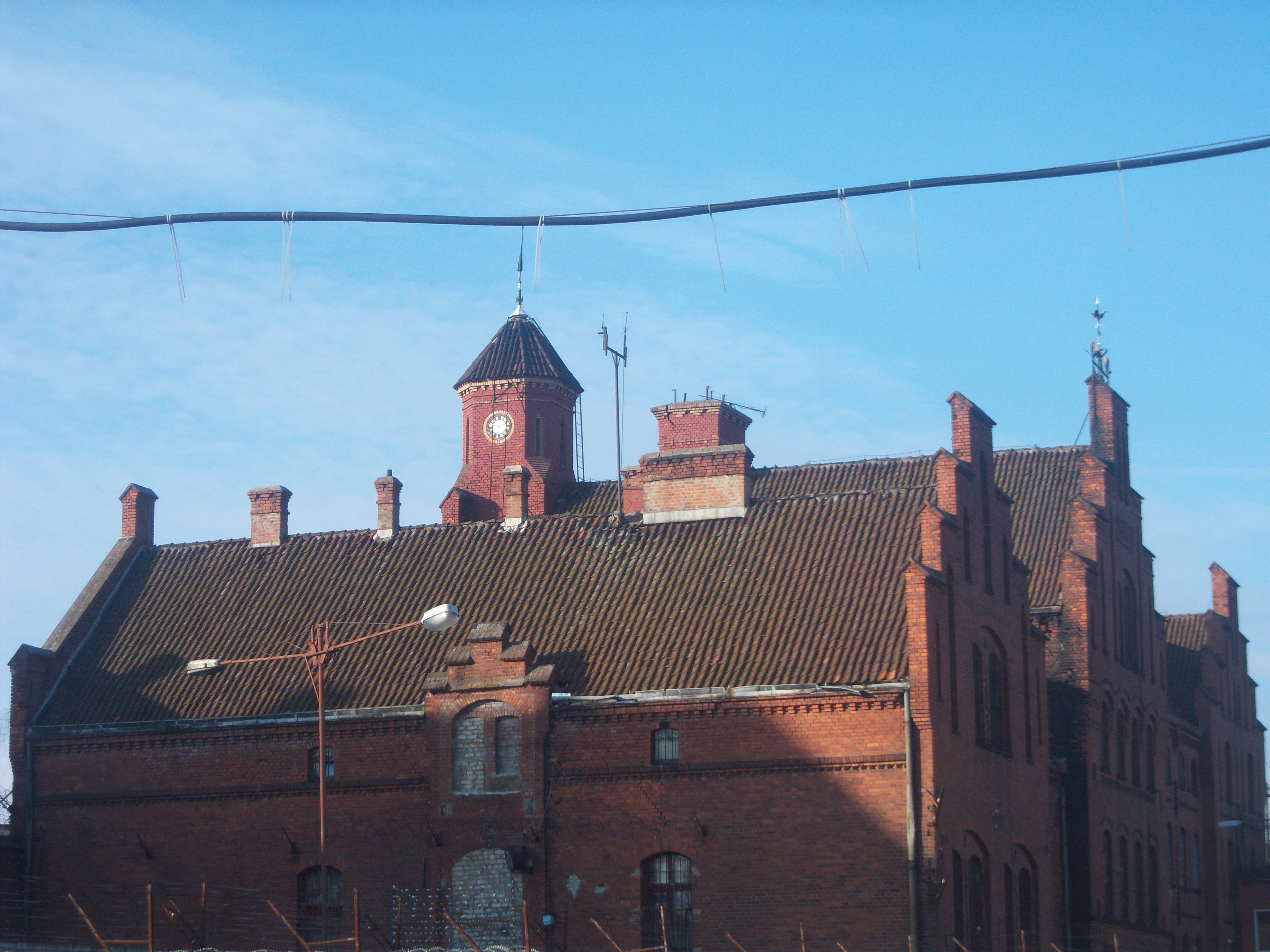
Zamek
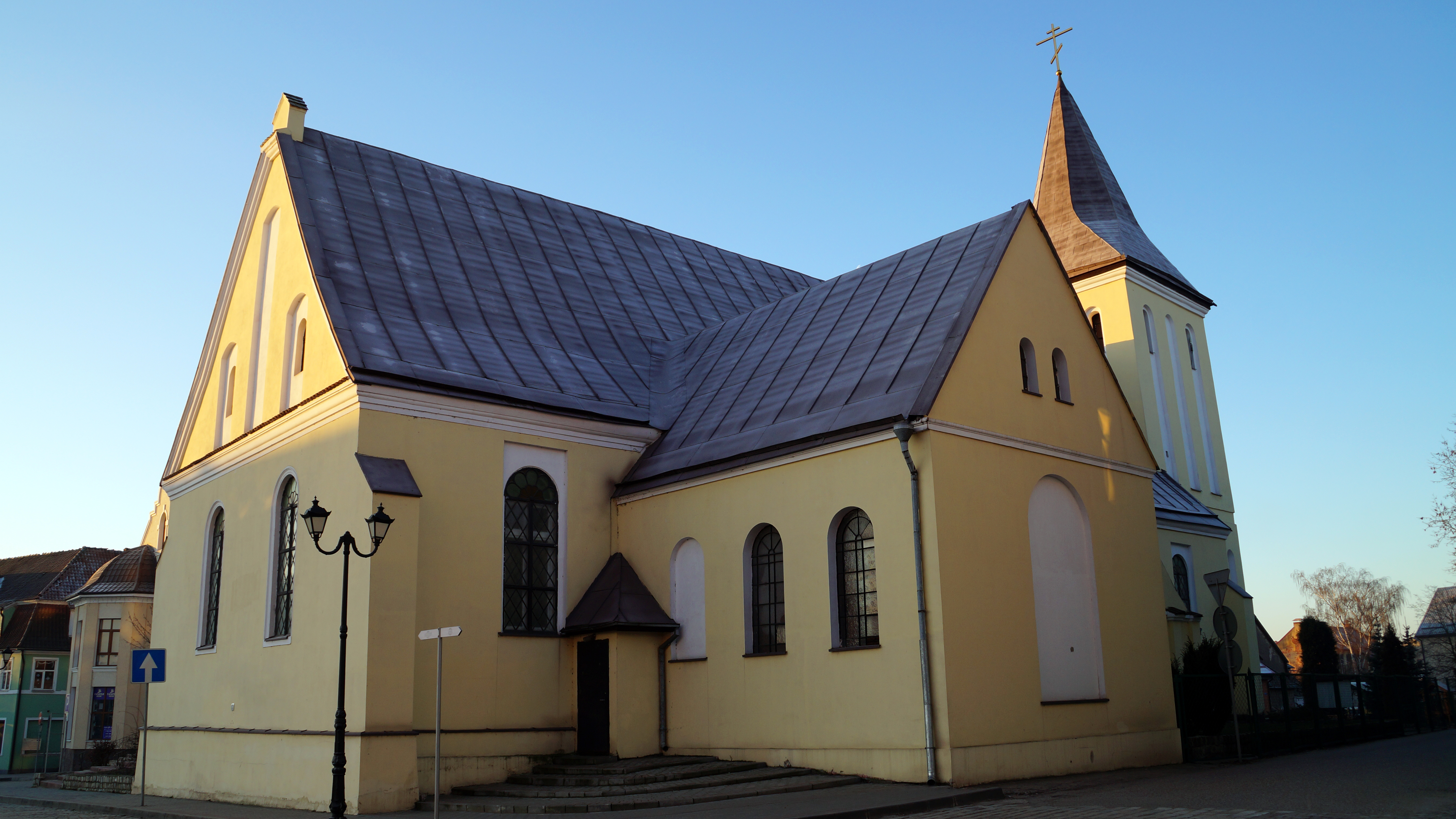
Kościół ewangelicki (ob. cerkiew św. Jana Chrzciciela)
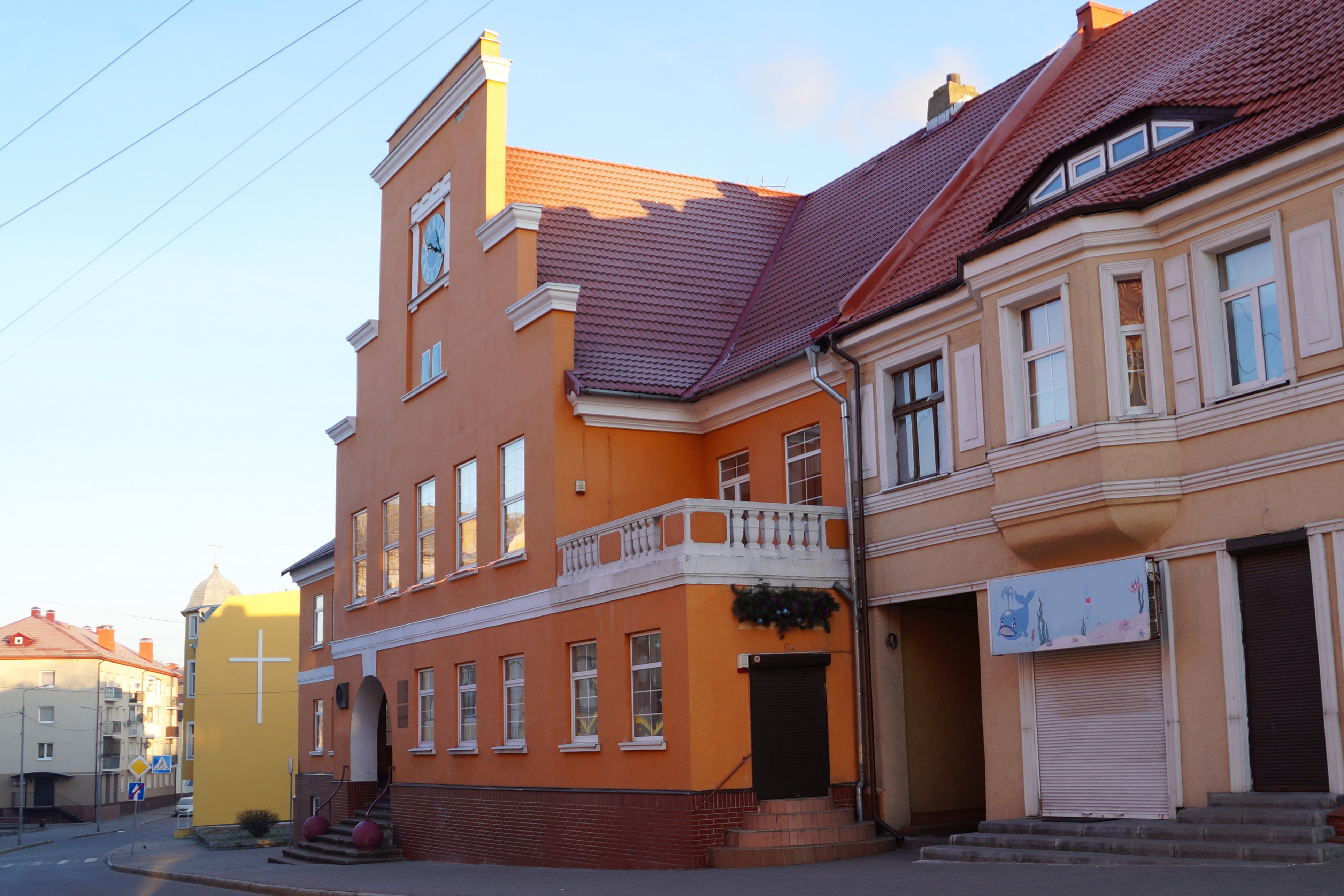
Ratusz
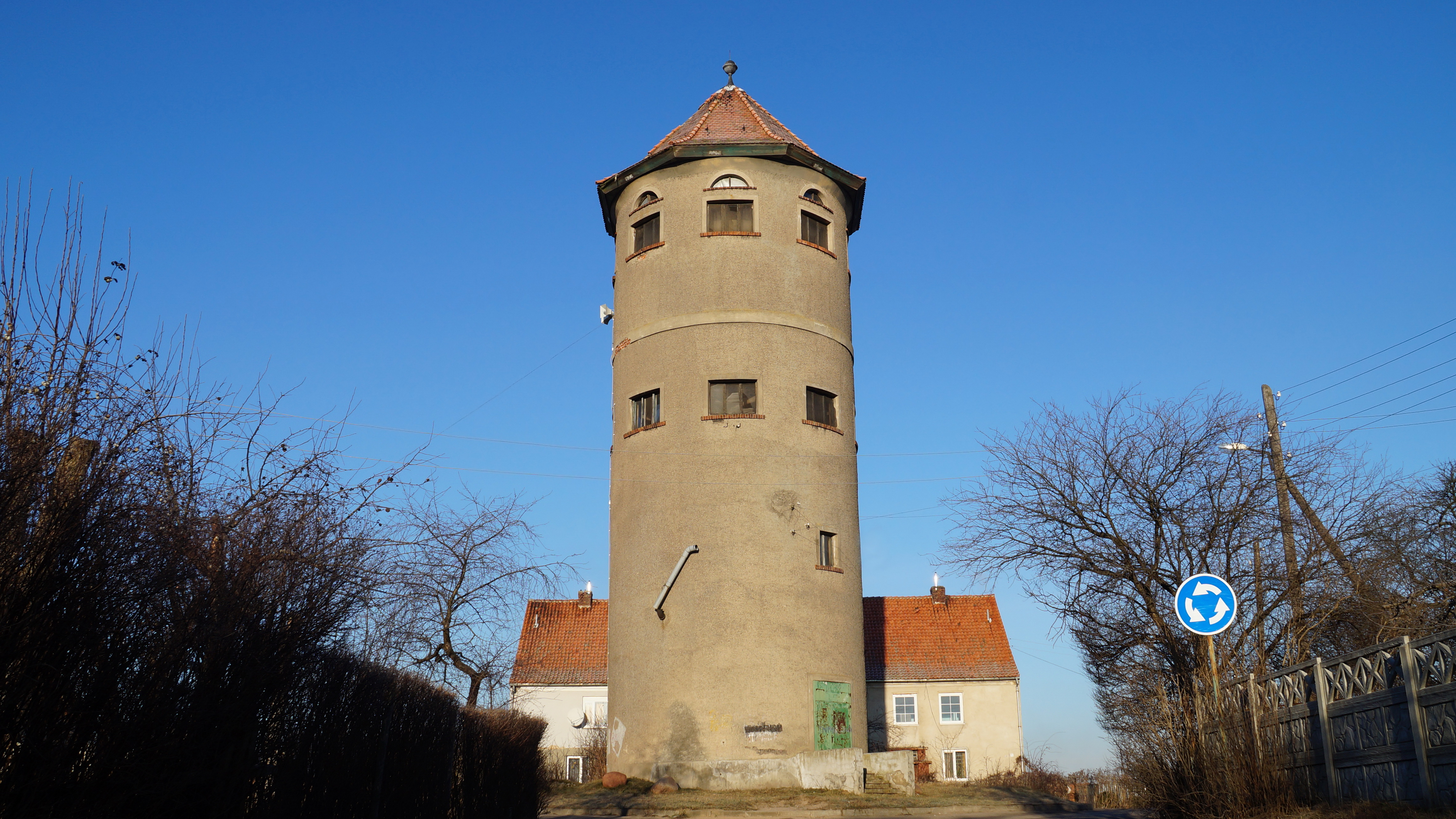
Wieża ciśnień
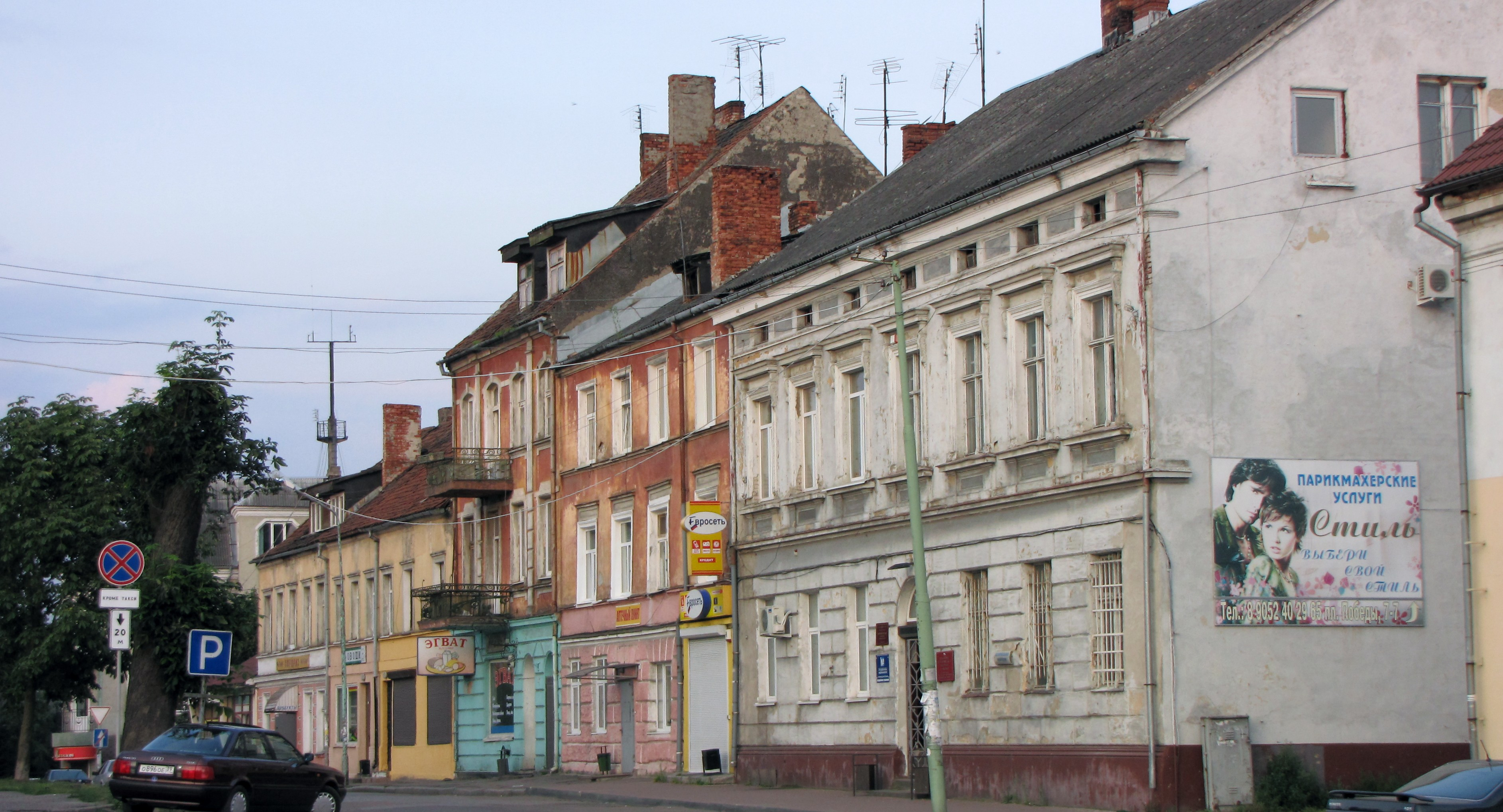
Zabytkowe kamieniczki

## Demografia

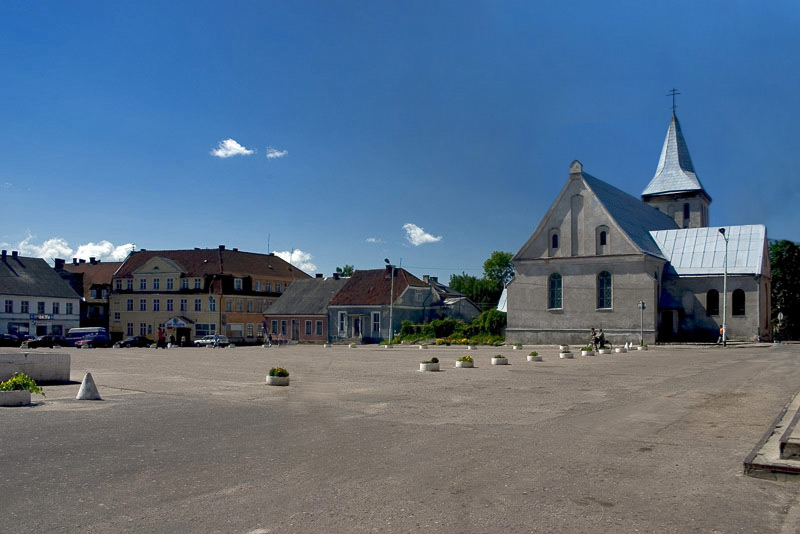
Główny plac miasta w 2003

- 1875 – 2 679[4]
- 1933 – 7 683[4]
- 2002 – 14 572
- 2015 – 13 321
- 2017 – 13 186[5]
- 2021 – 13 353[1]

## Polacy w mieście
W sierpniu i wrześniu 1939 roku Niemcy więzili w Tapiewie uczniów i nauczycieli Polskiego Gimnazjum w Kwidzynie, w tym Władysława Gębika, Alojzego Wrzecionę i Konrada Herrmanna.
Według danych z rosyjskiego spisu powszechnego z 2010 roku Polacy stanowią 0,2% mieszkańców miasta.